# SIX Interbank Clearing
Die SIX Interbank Clearing AG (bis November 2008: Swiss Interbank Clearing AG) mit Sitz in Zürich ist ein Tochterunternehmen der SIX Group.
SIX Interbank Clearing betreibt im Auftrag der Schweizerischen Nationalbank seit 1987 eine Zahlungsverkehrsplattform zur Verarbeitung von nationalen und internationalen Zahlungen (Clearing) in Schweizer Franken und seit dessen Einführung auch von Zahlungen in Euro. Dieser Plattform – sie umfasst die Interbank-Zahlungssysteme Swiss Interbank Clearing (SIC) für Franken und euroSIC für Euro – sind praktisch alle Schweizer Finanzinstitute und zahlreiche Banken ausserhalb der Schweiz angeschlossen. Dadurch ist es Finanzinstituten weltweit möglich, ihren elektronischen Zahlungsverkehr in Franken und Euro mit der Schweiz rund um die Uhr in Echtzeit abzuwickeln.
Im Verbund mit den Hauptakteuren auf dem Finanzplatz Schweiz erbringt SIX Interbank Clearing weitere wichtige Dienstleistungen im Zahlungsverkehr. Dazu zählt beispielsweise die tägliche Nachführung der Stammdaten der Institute. Zudem fördern sie und das Swiss Payments Council durch ihre Beteiligung in diversen Gremien die Standardisierung im nationalen und internationalen Zahlungsverkehr, insbesondere bei der Internationalen Bankkontonummer (IBAN) und beim Europäischen Zahlungsraum (SEPA).